# Theodor Presuhn
Theodor Heinrich Christian Presuhn, auch Theodor Presuhn der Ältere genannt, (* 22. Oktober 1810 in Oldenburg; † 14. März 1877 ebenda) war ein deutscher Maler. Sein Schwerpunkt lag in Öl- und Aquarellbildern mit Motiven seiner Heimat, dem Oldenburger Land.

## Leben
Presuhn war der Sohn des Schneidermeisters Johann August Presuhn und dessen Ehefrau Gesche Margarethe geb. Schlemmer. Er absolvierte eine Malerlehre in Oldenburg und begab sich anschließend auf eine Gesellenwanderung, bei der er längere Zeit bei einem Theatermaler in Karlsruhe arbeitete. Am 1. Mai 1834 wurde er als erster festangestellter Dekorationsmaler an das 1833 gegründete Theater in Oldenburg berufen. Er begann seine Tätigkeit noch im selben Jahr und gestaltete einen Saal für den 4. Akt des Stückes Der Wald bei Hermannstadt. Zunächst hatte Presuhn Schwierigkeiten, sich auf die recht kleinen Dimensionen der Bühne des Oldenburger Theaters einzustellen. Er passte sich jedoch rasch den Bedingungen seines neuen Arbeitsplatzes an und der Intendant Ludwig Starklof lobte schon bald die Schnelligkeit und Kunstfertigkeit Presuhns.
Neben seiner Tätigkeit für das Theater war Presuhn ebenfalls ein gesuchter Vedutenmaler, eine Bildform, die sich seit dem Ende des 18. Jahrhunderts steigender Beliebtheit erfreute. Zu seinen bekanntesten Arbeiten gehört somit eine Folge von Stadtansichten Oldenburgs, die auch am großherzoglichen Hof großes Interesse hervorriefen und zusammen mit Innenraumansichten des Schlosses an entfernt wohnende Familienmitglieder verschenkt wurden. Auch das Oldenburger Bürgertum ließ seine Innenräume von Presuhn, der überwiegend in der Gouache- und Aquarell-Technik arbeitete, bildlich festhalten.

## Familie
Presuhn heiratete 1840 Elisabeth Franziska Auguste geb. Müller (1817–1898) aus Karlsruhe. Das Paar hatte neun Kinder, die fast alle künstlerisch begabt waren. Der Sohn August Presuhn (1841–1879) erhielt eine Ausbildung als lithographischer Zeichner und Aquarellmaler. Nach längerem Aufenthalt in Italien und der Schweiz trat er 1868 in eine Lithographische Anstalt in Graz ein, deren Leitung er später übernahm. Sein Bruder Theodor (1854–1884) ging zuerst bei ihm in die Lehre und studierte danach an den Kunstakademien von Berlin und Karlsruhe, wo er Meisterschüler von Ferdinand Keller wurde. Für seine Buchillustrationen wählte er häufig Motive aus dem Oldenburger Land. Er wird auch als Theodor Presuhn der Jüngere bezeichnet. Die jüngste Tochter Helene (1857–1945) wurde Zeichenlehrerin in Oldenburg und hielt private Malkurse ab. 

## Werk

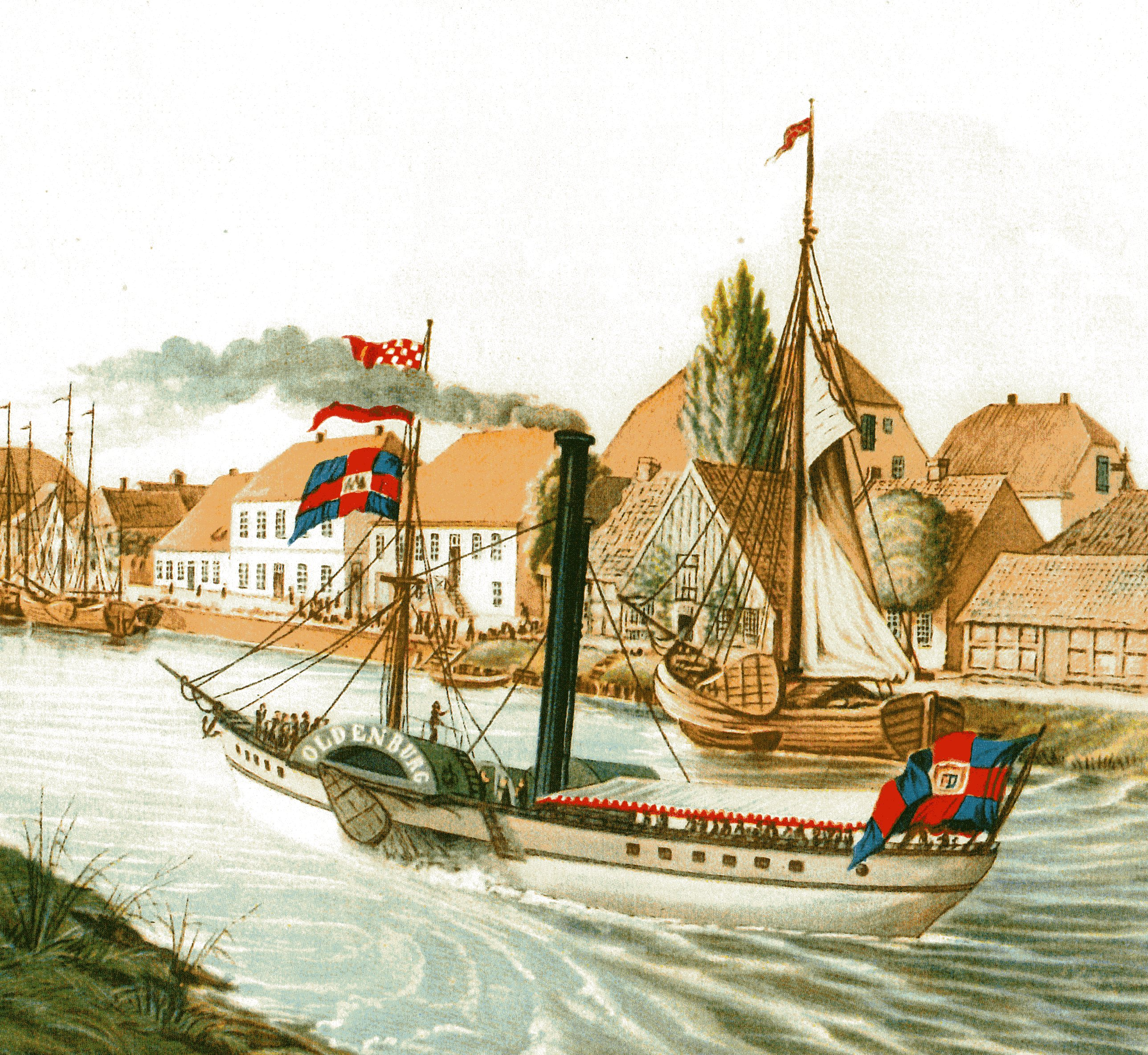
Raddampfer OLDENBURG auf der Hunte. 1848. Gemälde von Theodor Presuhn.

Presuhns umfangreiches künstlerisches Werk, daraus vor allem seine vielfältigen oldenburgischen Ansichten, ist auch heute noch beliebt, so etwa als Postkartenmotiv und im Programm einiger Kunstdruckereien. Das Landesmuseum für Kunst und Kulturgeschichte Oldenburg zeigte 2010/2011 in der Ausstellung Willkommen und Abschied Zimmerbilder und Veduten von Theodor Presuhn.